# 오크니차구
오크니차구(루마니아어: Ocniţa)는 몰도바 북부에 위치한 구로 행정 중심지는 오크니차이며 면적은 597km2, 인구는 56,100명(2011년 기준)이다. 북쪽으로는 드니스테르강을 경계로 우크라이나와 국경을 접하며 서쪽으로는 브리체니 구, 남쪽과 남동쪽으로는 에디네츠 구, 돈두셰니 구와 접한다.